# Jonas Aistis
Jonas Aistis, pseudonimo di Kossu-Aleksandravičius  (Kuosa-Aleksandriškis) (Kampiškėse, 7 luglio 1904 – Washington, 13 giugno 1973), è stato un poeta lituano.
Le sue prime poesie si ispirarono al simbolismo europeo. Fu costretto ad emigrare, scelse la Francia e, successivamente gli Stati Uniti.
Nelle sue poesie dall'esilio dedicò molti versi al ricordo malinconico della sua terra, in particolar modo in Plenilunio (1948) e Nella bara di cristallo (1957).

## Opere
- Eilėraščiai (1932)
- Imago mortis (1934)
- Intymios giesmės (1935)
- Užgesę chimeros akys (1937)
- Be tėvynės brangios (1942)
- Nemuno ilgesys (1947)
- Sesuo buitis (1951)
- Kristaliniam karste (1957)